# Karby
För andra betydelser, se Karby (olika betydelser).
Karby är en tätort i Vallentuna kommun, belägen omedelbart väster om E18, med Brottby på andra sidan motorvägen.

## Befolkningsutveckling
| Befolkningsutvecklingen i Karby 1965–2020 | Befolkningsutvecklingen i Karby 1965–2020 | Befolkningsutvecklingen i Karby 1965–2020 | Befolkningsutvecklingen i Karby 1965–2020 | Befolkningsutvecklingen i Karby 1965–2020 |
| ----------------------------------------- | ----------------------------------------- | ----------------------------------------- | ----------------------------------------- | ----------------------------------------- |
|                                           |                                           |                                           |                                           |                                           |
| År                                        |                                           |                                           | Folkmängd                                 | Areal (ha)                                |
| 1965                                      | 1965                                      |                                           | 259                                       | 21                                        |
| 1970                                      | 1970                                      |                                           | 461                                       |                                           |
| 1975                                      | 1975                                      |                                           | 578                                       |                                           |
| 1980                                      | 1980                                      |                                           | 538                                       |                                           |
| 1990                                      | 1990                                      |                                           | 772                                       | 45                                        |
| 1995                                      | 1995                                      |                                           | 808                                       | 45                                        |
| 2000                                      | 2000                                      |                                           | 875                                       | 45                                        |
| 2005                                      | 2005                                      |                                           | 844                                       | 45                                        |
| 2010                                      | 2010                                      |                                           | 865                                       | 46                                        |
| 2015                                      | 2015                                      |                                           | 853                                       | 55                                        |
| 2020                                      | 2020                                      |                                           | 838                                       | 55                                        |
| Anm.: Ny tätort 1965                      |                                           |                                           |                                           |                                           |